# Božidar Stanišić
Božidar Stanišić   (Herceg Novi, 21 d'octubre de 1938 - Herceg Novi, 3 de gener de 2014) fou un waterpolista montenegrí que va competir sota bandera iugoslava durant les dècades de 1950 i 1960.
El 1960 va prendre part en els Jocs Olímpics d'Estiu de Roma, on fou quart en la competició del waterpolo. Quatre anys més tard, als Jocs de Tòquio, guanyà la medalla de plata en la mateixa prova.
En el seu palmarès també destaquen dues medalles als Jocs del Mediterrani, d'or el 1959 i de plata el 1963, així com una medalla d'or a les Universíades de 1959. Amb la selecció iugoslava va jugar 101 partits.
A nivell de clubs jugà al PKV Jadran, amb qui va guanyar dues edicions de la lliga iugoslava, el 1958 i 1959. Fou el màxim anotador de la lliga els anys 1963, 1965 i 1966. També guanyà la Copa Iugoslava de 1959. Posteriorment jugà al VK Bijela. Una vegada retirat exercí d'entrenador d'ambdós equips.
El 1959, 1961, 1963 i 1965 fou declarat millor esportista de la República Socialista de Montenegro.